# The Impostor (film, 1926)
Pour les articles homonymes, voir The Impostor.
Pour plus de détails, voir Fiche technique et Distribution.
The Impostor est un film muet américain réalisé par Chester Withey et sorti en 1926.

## Synopsis
Dick Gilbert, un débauché issu d'une famille riche, est obligé de collecter des fonds pour rembourser ses dettes de jeu. Pour cela, il utilise un précieux bijou de famille comme garantie pour un prêt fait auprès du prince Borkoff. Or, le bijou est volé par Morris, un joueur. Pour sauver la face de Dick, sa sœur Judith décide de récupérer le joyau, en se déguisant sous les traits de Canada Nell, une fille de la rue. Elle rencontre ainsi Morris, qui se passionne pour elle sans rien soupçonner.
Elle apprend que Mme Smith, une nouvelle riche, a acheté le bijou et constatant qu'il a été volé, envisage de l'utiliser pour améliorer sa position. Judith récupère le bijou puis, par une série de manœuvres, échappe à Mornoff, un voleur professionnel. Elle remet le bijou en sécurité dans le coffre-fort familial juste avant que son frère ne rembourse sa dette. Bruce Gordon, un journaliste, qui souhaite arrive alors avec la police et Judith révèle sa véritable identité.

## Fiche technique
- Titre : The Impostor
- Réalisation : Chester Withey
- Scénario : Ewart Adamson, d'après une histoire de Clifford Howard
- Assistant réalisateur : Doran Cox
- Photographie : Roy H. Klaffki
- Producteur :
- Société de production : Gothic Productions
- Société de distribution : Film Booking Offices of America
- Pays de production :  États-Unis
- Langue : Anglais
- Format : Noir et blanc — 35 mm — 1,33:1 — Muet
- Genre : Drame, Film policier, Film mélodrame
- Durée :
- Dates de sortie : 
  - États-Unis : 18 avril 1926
  - Royaume-Uni : 3 septembre 1926  (Londres)

## Distribution
- Evelyn Brent : Judith Gilbert
- Carroll Nye : Dick Gilbert
- James Morrison : Gordon
- Frank Leigh : De Mornoff
- James Quinn : Lefty (crédité Jimmy Quinn)
- Carlton Griffin : Morris
- Edna Griffin : Ann Penn